# Matteo Eustachio Gonella
Pour les articles homonymes, voir Gonella.
Matteo Eustachio Gonella (né le 21 janvier 1811 à Turin, et mort le 15 avril 1870 à Rome) est un cardinal italien du XIXe siècle. 

## Biographie
Matteo Eustachio Gonella exerce des fonctions au sein de la curie romaine, notamment à la Congrégation extraordinaire des affaires ecclésiastiques et comme délégué apostolique en Orvieto et en Viterbe.
Il est élu archevêque titulaire de Néocésarée-du-Pont (de) et est ordonné par Pie IX avec comme co-consécrateurs Domenico Lucciardi et Giuseppe Maria Castellani (de), et envoyé comme nonce apostolique en Belgique (en) en 1850 puis en Bavière en 1861. Gonella est transféré au diocèse de Viterbe et Toscanella en 1866.
Le pape Pie IX le crée cardinal lors du consistoire du 13 mars 1868. Le cardinal Gonella participe au concile de Vatican I en 1869-1870.

## Succession apostolique
Matteo Eustachio Gonella a ordonné les évêques suivants :
- Archevêque Walter Herman Jacobus Steins, S.I. (1861)